# Ньютаунабби
Ньютауна́бби (англ. Newtownabbey, ирл. Baile Nua na Mainistreach) — большой город района Ньютаунабби, крупнейший центр района, находящийся в графстве Антрим Северной Ирландии.

Добровольцам

У Ньютаунабби есть три города-побратима:  Дорстен,  Рыбник и  Гилберт.

## Демография
Ньютаунабби определяется Northern Ireland Statistics and Research Agency (NISRA) как город в составе Белфастской агломерации.